# Galbulimima
Galbulimima is het enige geslacht in de familie Himantandraceae. Het telt twee (of drie) soorten, alle bomen. Dat de naam van het enige geslacht in de familie een andere stam heeft dan de familie, komt doordat de familienaam een nomen conservandum is (anders had de familienaam automatisch Galbulimimaceae moeten luiden). Het typegeslacht van de familie, Himantandra F.Muell. ex Diels, is pas in 1913 geldig gepubliceerd door Diels, en is daarmee een later synoniem van Galbulimima F.M.Bailey, dat al in 1894 geldig werd gepubliceerd. De publicatie van Himantandra door Mueller in 1887 is weliswaar van nog eerder datum maar de naam is door Mueller niet geldig gepubliceerd.
De familie wordt traditioneel verwant geacht met de familie Magnoliaceae. Volgens het APG II-systeem hoort de familie tot de "magnoliids" (in de 23e druk van de Heukels' Flora van Nederland vertaald met Magnoliiden): ze is daarmee uitgesloten van de 'nieuwe' tweezaadlobbigen.
Delen van Galbulimima belgreveana worden plaatselijk gebruikt op Papua Nieuw-Guinea.